# اچ‌ام‌اس دانکن (دی۹۹)
اچ‌ام‌اس دانکن (دی۹۹) (به انگلیسی: HMS Duncan (D99)) یک کشتی بود که طول آن ۳۲۹ فوت (۱۰۰ متر) بود. این کشتی در سال ۱۹۳۲ ساخته شد.